# جان لافیا
جان لافیا کارگردان و فیلم نامه‌نویس آمریکایی است.

## آثار
- ۲۰۰۶ آخرین مقاومت در یلوستون
- ۲۰۰۶ ۱۰٫۵
- ۲۰۰۴ ۱۰٫۵
- ۲۰۰۲ موش
- ۲۰۰۲ منطقه مرده
- زندگی خوب (۲۰۰۲)
- ۲۰۰۰ Chameleon 3: Dark Angel (TV Movie)
- ۱۹۹۹ Monster! (TV Movie)
- ۱۹۹۷ Babylon 5 (TV Series) (۳ episodes)
- Intersections in Real Time (1997)
- Exercise of Vital Powers (1997)
- شب طولانی (۱۹۹۷)
- ۱۹۹۵ Bombmeister
- ۱۹۹۴ جسد قاتل (Video Game)
- ۱۹۹۴ Joe Bob's Drive-In Theater (TV Series) (۱ episode)
- Episode dated 29 January 1994 (۱۹۹۴) ... (archive footage)
- ۱۹۹۳ بهترین دوست مرد
- ۱۹۹۱ سیاهی عدالت سری ۲
- شروع شانس (۱۹۹۱)
- سیمون می‌گوید (۱۹۹۱)
- ۱۹۹۰ بازی بچه‌های ۲
- ۱۹۸۸-۱۹۸۹ کابوس (سری دوم)
- عشق نامطلوب (۱۹۸۹)
- دزد بدون ماشین ۱۹۸۸
- ۱۹۸۸ ایگوانای آبی